# KSR-2
Raduga KSR-2 (NATO naziv:AS-5 "Kelt") bila je sovjetska krstareća raketa razvijena da zamijeni KS-1 Komet (NATO: AS-1 "Kennel"). Razvijena je 1958., a u službu je ušla 1962. Projektil je inače bio naoružan konvencionalnom visokoeksplozivnom bojnom glavom, iako je mogao biti opremljen nuklearnom bojevom glavom od jednog megatona.

## Razvoj
Ispitivanje projektila kao dijela oružanog sustava K-16 izvršena su 1958. godine, s dva projektila koji su nošeni na BD-352 pilonima ispod krila modificiranog bombardera Tu-16 označenog kao Tu-16KSR-2. Bombarder je bio opremljen novorazvijenim radarom za traženje i osvjetljavanje ciljeva Roobin-1K (Ruby) koji ima maksimalni domet od oko 200 kilometara. Tijekom testiranja projektili su ispaljivani na brodove i ciljeve na zemlji.

## Opis
Sam projektil, kao i raniji KS-1, iznimno je velik, dugačak gotovo devet metara s rasponom krila od približno četiri i pol metra i težinom od 4000 kilograma. Ima zakrivljena krila s po dvije krilne ograde na svakom krilu.
Sustav K-16 primljen je u službu sovjetske mornarice 1962. godine. Egipat je kupio određeni broj sustava K-16. Ažurirana verzija projektila ušla je u službu 1967. pod oznakom KSR-2M. Posudio je neke značajke od projektila KSR-5 (NATO:AS-6 "Kingfish"), uključujući novi raketni motor Isayev S5.6.0000. To je omogućilo lansiranje novog projektila s visina od čak 500 metara umjesto dosadašnjih 1500 metara.
Projektil je pripremio za lansiranje navigator; stupanj automatizacije koji je pružao Roobin-1K eliminirao je potrebu za zasebnim radarskim operaterom. Za propulziju je koristio dvokomorni raketni motor na tekuće gorivo koji je isporučivao 1.200 kgf (12 kN; 2.600 lbf) potiska u boost modu i 700 kgf (6.9 kN; 1.500 lbf) potiska u modu krstarenja. Gorivo se sastojalo od goriva TG-02 (ponekad TT-S2) i oksidatora AK-20F koji su bili toksični i vrlo korozivni, što je otežavalo rukovanje projektilom na zemlji.
Nakon što se radar zrakoplova za lansiranje usmjeri cilj, projektil se može lansirati. Raketni motor se aktivira odmah nakon puštanja u boost modu, ubrzavajući projektil do njegove krstareće brzine. Nakon što se projektil okrene na kurs približavanja cilju, motor se prebacuje u način krstarenja, zatvarajući jednu od svojih komora. Autopilot projektila zatim leti kursom koristeći inercijalno navođenje prema cilju. U načinu rada protiv brodova projektil uključuje aktivni radar J-pojasa u konačnom prilazu cilju.

## Povijest borbe
Egipatski bombarderi Tu-16 navodno su lansirali 13 projektila KSR-2 i 12 KSR-11 tijekom Jomkipurskog rata 1973. godine. Jednu od raketa Kelt lansiranih na Tel Aviv s Tu-16 oborio je IAF-ov mlažnjak.

## Bivši operateri
- Egipat
- Irak
- Sovjetski Savez